# Aspidoscelis gularis
Espèce
Synonymes
- Cnemidophorus gularis Baird & Girard, 1852
- Cnemidophorus guttatus Hallowell, 1854
- Cnemidophorus gularis sericeus Cope, 1892
- Cnemidophorus gularis semifasciatus Cope, 1892
- Cnemidophorus septemvittatus Cope, 1892
- Aspidoscelis septemvittata (Cope, 1892)
- Cnemidophorus gularis meeki Gadow, 1906
- Cnemidophorus septemvittatus pallidus
Duellman & Zweifel, 1962
- Cnemidophorus gularis colossus
Dixon, Lieb & Ketchersid, 1971
- Cnemidophorus gularis semiannulatus Walker, 1981

Statut de conservation UICN

 LC  : Préoccupation mineure
Aspidoscelis gularis est une espèce de sauriens de la famille des Teiidae.

## Répartition
Cette espèce se rencontre :
- aux États-Unis dans le Texas, l'Oklahoma et au Nouveau-Mexique ;
- au Mexique dans le Nord du Coahuila, le Nuevo León, le Tamaulipas, le San Luis Potosí, le Querétaro, le Veracruz, l'Aguascalientes et le Michoacán ;
- au Guatemala
- Espagne, Andalousie

## Description

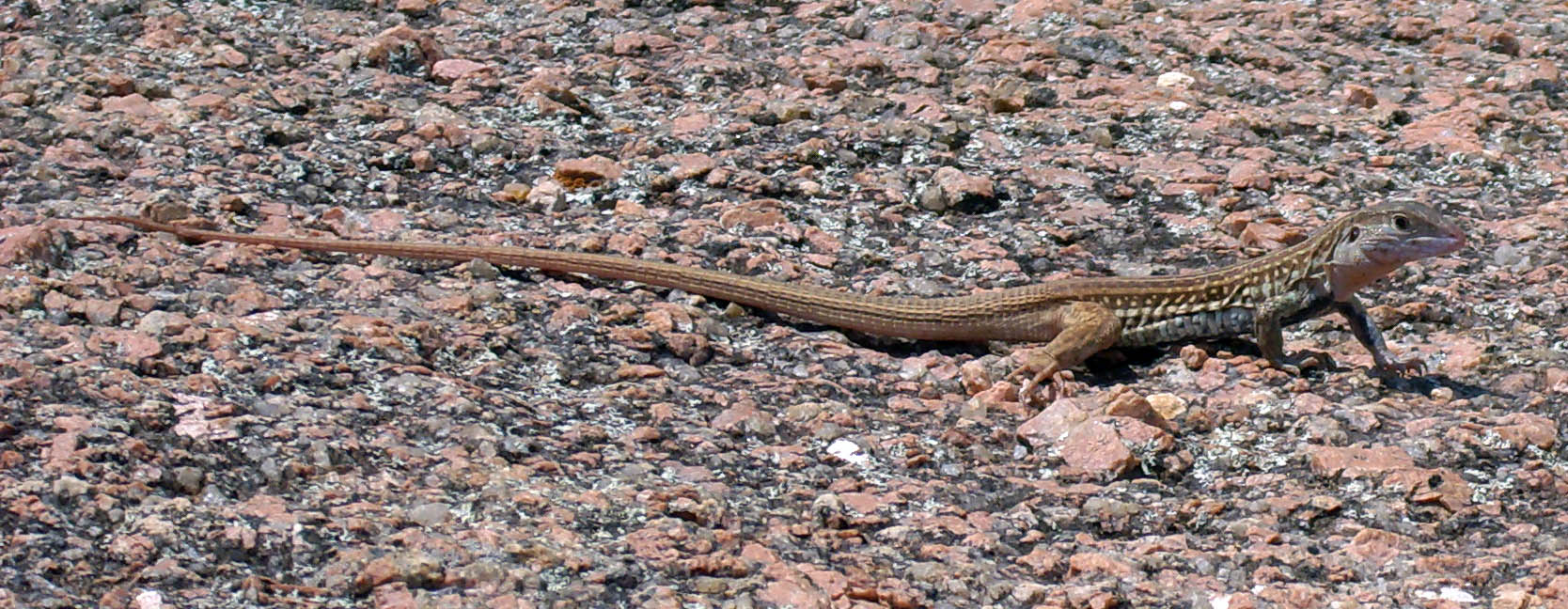
Aspidoscelis gularis

Ce lézard atteint entre 16 et 27 centimètres. Ils sont bruns avec des lignes grises ou blanches longitudinales sur le corps. Le dessous du corps est blanc. La queue est longue, jusqu'à trois fois la longueur du corps.

C'est un reptile diurne qui consomme divers insectes et autres arthropodes. La reproduction débute au printemps et les femelles pondent de 1 à 5 œufs au début de l'été.

## Sous-espèces
Selon The Reptile Database (22 janvier 2014) :
- Aspidoscelis gularis colossus (Dixon, Lieb & Ketchersid, 1971)
- Aspidoscelis gularis gularis (Baird & Girard, 1852)
- Aspidoscelis gularis pallidus (Duellman & Zweifel, 1962)
- Aspidoscelis gularis semiannulatus (Walker, 1981)
- Aspidoscelis gularis semifasciatus (Cope, 1892)
- Aspidoscelis gularis septemvittata (Cope, 1892)

## Publications originales
- Baird & Girard, 1852 : Characteristics of some new reptiles in the Museum of the Smithsonian Institution, part 2. Proceedings of the Academy of Natural Sciences of Philadelphia, vol. 6, p. 125-129 (texte intégral).
- Cope, 1893 "1892" : A synopsis of the species of the teiid genus Cnemidophorus. Transactions of the American Philosophical Society, sér. 2, vol. 17, no 1, p. 27-52 (texte intégral).
- Dixon, Lieb & Ketchersid, 1971 : A new lizard of the genus Cnemidophorus (Teiidae) from Querètaro, Mèxico. Herpetologica, vol. 27, no 3, p. 344-354.
- Duellman & Zweifel, 1962 : A synopsis of the lizards of the sexlineatus group (genus Cnemidophorus). Bulletin of the American Museum of Natural History, vol. 123, no 3, p. 155–210 (texte intégral).
- Walker, 1981 : Systematics of Cnemidophorus gularis. II. Specific and Subspecific Identity of the Zacatecas Whiptail (Cnemidophorus gularis semiannulatus). Copeia, vol. 1981, no 4, p. 850-868